# قم تبة (شبستر)
قم‌ تبة هي قرية في مقاطعة شبستر، إيران. عدد سكان هذه القرية هو 622 في سنة 2006.